# Super Trax
Super Trax är ett musikalbum från 1998 av Erika Norberg. Albumet släpptes i Japan.

## Låtlista
1. "Jimmy, Jimmy, Jimmy"
2. "Action Boy"
3. "Monkey Inside"
4. "So Sad But True"
5. "Neon City Lights"
6. "Planet X"
7. "Hot Love"
8. "If There's a God"
9. "Do You"
10. "What's the Matter?"
11. "Drive Me Wild"
12. "Wild, Wild One"
13. "She Sleeps on Roses"
14. "Blank Generation"